# Grosch Mária
 Grosch Mária, (Dunaújváros, 1954. augusztus 3. –) magyar sakkozó, női nemzetközi mester, sakkolimpiai ezüstérmes.
Férje Ribli Zoltán nemzetközi sakknagymester.

## Élete és sakkpályafutása
1967-ben megnyerte az úttörőolimpiát. Az 1968. évi harmadik, valamint az 1969. évi ötödik helyezés után 1970-ben 1. helyezést ért el a magyar női ifjúsági bajnokságon. 1975-ben lett mester, 1984-ben szerezte meg a női nemzetközi mesteri címet.
1979-ben 3. helyen végzett a magyar sakkbajnokságon. 1986-ban Ivánka Máriával holtversenyben az 1-2. helyen végezve az ezüstérmet szerezte meg.
1986-ban tagja volt a Dubajban rendezett sakkolimpián 2. helyezést elért magyar válogatott csapatnak. Olimpiai szereplése emlékét a világon egyedülálló sakkolimpiai emlékmű őrzi Pakson.

### Kiemelkedő versenyeredményei
- 1977: 2-4. helyezés Utasellátó-versenye, Asharumova mögött, holtversenyben Ivánka Máriával és Verőci Zsuzsával[13]

### Játékereje
1989. július óta nem játszott az Élő-pontszámításba beleszámító játszmát, így jelenleg inaktív. Utolsó Élő-pontszáma 2135. Legmagasabb Élő-pontszáma 1987. januárban 2220 volt, ezzel akkor a női világranglista 96. helyén állt.

## Díjai, elismerései
- Jó tanuló, jó sportoló (1970)[14]